# Singleton (Australie)
Pour les articles homonymes, voir Singleton.

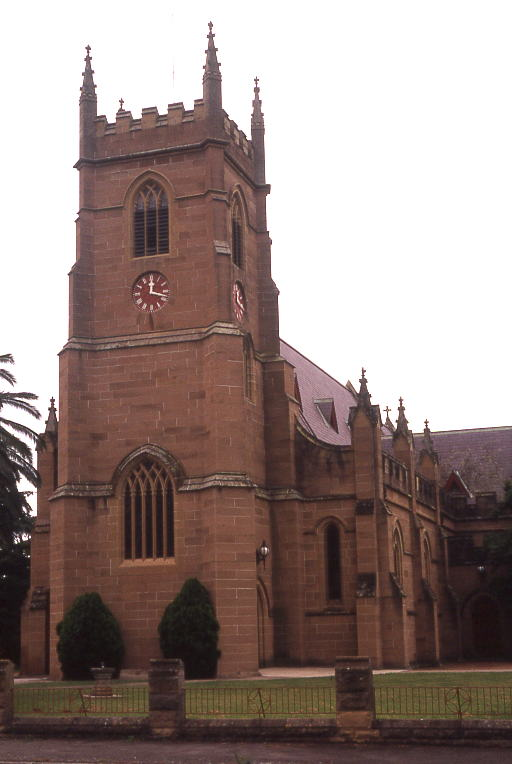
L'église anglicane.

Singleton est une ville australienne située dans la zone d'administration locale de Singleton, dont elle est le siège, en Nouvelle-Galles du Sud.

## Géographie
La ville est située sur les rives de l'Hunter, dans l'est de la Nouvelle-Galles du Sud, à 140 km au nord de Sydney. C'est la principale ville de la région de l'Hunter.

## Démographie
| 2001   | 2006   | 2011   | 2016   | 2021   |
| ------ | ------ | ------ | ------ | ------ |
| 12 495 | 13 665 | 13 961 | 13 214 | 14 229 |

## Personnalités locales
- Jimmy Crute (1996-), pratiquant de MMA ;
- Josh Valentine (1983-), joueur de rugby à XV ;
- Joy McKean (1930-2023), chanteuse de musique country.

## Jumelage
La ville de Singleton est jumelée avec
- Takahata (préfecture d'Yamagata), Japon